# Pod Młynem
Pod Młynem – część Katowic, położona we wschodnim rejonie miasta, na terenie dzielnicy Dąbrówka Mała, w rejonie ulic P. Dytrycha i Pod Młynem oraz alei W. Roździeńskiego, nad Brynicą. 
Osada ta została założona w XVIII wieku jako przysiółek Dąbrówki Małej, a obecną zabudowę osady Pod Młynem tworzą domy jedno i wielorodzinne z początku XX wieku. Nazwa pochodzi od młyna, który był zlokalizowany nad Brynicą. Młyn istniał już na początku XVIII wieku i był wówczas, w 1714 roku, własnością Katarzyny Młynarzanki. Pod koniec XIX wieku w miejscu drewnianego obiektu powstał nowy, ceglany młyn wraz z przylegającym do nim mieszkaniem młynarza. 
W rejonie osady znajduje się zabytkowa zabudowa dawnego folwarku, a do 1990 roku także drewniany gołębnik na słupie, przeniesiony wówczas do Górnośląskiego Parku Etnograficznego w Chorzowie.
Główną osią komunikacyjną osady jest ulica o tej samej nazwie. Jest to droga powiatowa o klasie drogi zbiorczej. Ulicą Pod Młynem kursują autobusy na zlecenie ZTM, a także zlokalizowana jest tu pętla autobusowa Dąbrówka Mała Nowosam. Mieszkańcy tej części Katowic przynależą do parafii świętego Antoniego z Padwy. Przy alei Walentego Roździeńskiego na wysokości osady Pod Młynem znajdują się sklepy z branży wyposażenia wnętrz: Salon Meblowy Roździeń oraz centrum handlowe Nowy Roździeń. Znajdują się one w rejonie powstałego w 1978 roku Nowosamu.